# フーフダ
フーフダ（漢字では符札と書く）は沖縄県で行われる木簡（もくかん）又は紙札で、門や屋敷の四方に貼り、魔除けとなすものである。八重山では祈祷札という。

## 歴史
中国では以前、桃符を門に貼り、魔除けにする習慣があった。桃に悪鬼を恐れさせる力があるという道教的民間信仰に基づく。この習慣は沖縄では根づかなかったがフーフダの内容にその影響が表れている。1924年の伊東忠太の沖縄建築文化の報告書に首里に呪句を書いたフーフダが張られていた記録がある。岩崎卓爾の1920年の「ひるぎの一葉」宮良當壯の「八重山諸島物語」にフーフダ（八重山では祈祷札という）の存在の記載がある。1925年の宮良當壯の「糸満小話」にもある。
沖縄県立博物館に所蔵されているフーフダは1960年に糸満市で収集されたもので、杉板で自家製である。その後、神社とか寺院がフーフダを発行している。門に貼るのは呪句で、種々の文句があるが、屋敷の四方に貼るものは、北方多聞天王、東方持国天王、南方増長天王、西方廣目天王である。これは仏教における守護神の四天王である。
沖縄では屋敷の中の多くの神々に家内安全と家族の健康を祈る習慣があって、大体2月と8月に拝む。拝む順序はまちまちである。新築の家に貼るが、年が改まるとまた貼ることが多い。何年もそのままの場合もある。貼る場所などをユタに指示されることもある。普通は建物や塀などに貼るが、土に立てる場合もある。

## 形態と特徴
寺社発行のものの形態は次の6種である。多くは本土の仏具屋で作成してもらい、沖縄に取り寄せている。一度神、または仏の前で祈祷がおこなわれる。
- ア 上端を台形状にして下端を尖らせたもの。
- イ 短冊形の下端部を尖らせたもの。
- ウ 短冊形のもの。
- エ 上端を圭頭にして下端を尖らせたもの。
- オ 短冊形の上端を圭頭としたもの。
- カ 上端を圭頭にし、下端を細くしたもの。

| 呪句                                     | 寺社 所在地                 | 形態 | 寸法 縦横cm  | 分布            |
| ---------------------------------------- | --------------------------- | ---- | ------------ | --------------- |
| 奉祝辞 吐普加身依美多女 寒言神尊利根蛇身 | 普天間宮 宜野湾市           | エ   | 36.0×2.3     | 宜野湾市など    |
| 壌災招福 祈祷奉修                        | 護国神社 那覇市             | ウ   | 15.0×4.0     | 南風原町        |
| 門釘桃符喼急如律令など                   | 慈眼院 首里など             | ア   | 25.2×3.3など | 那覇市など      |
| 奉修念甚深般若心経如意吉祥祈所など       | 桃林寺 石垣市など           | ウ   | 25.7×3.2     | 石垣市など      |
| 奉修念甚深般若心経如意吉祥修など         | 西来院 那覇市               | ア   | 25.5×3.5     | 那覇市など      |
| 奉修念甚深般若心経如意など               | 万松院 那覇市               | ア   | 21.8×4.0     | 那覇市など      |
| 消災妙吉祥神呪祈牧 應無所住而生其心祈牧  | 安国寺 那覇市               | ア   | 25.7×3.4     | 那覇市 南風原町 |
| 應無所住而生其心 七難即滅七福即生        | 洪済寺 与那原町 など        | ア   | 25.5×3.4     | 与那原町など    |
| 七難即滅 七福即生                        | 神宮寺 宜野湾市など         | ア   | 29.9×4.5など | 宜野湾市など    |
| 七難即滅七福即生 令千里内七難不起        | 真徳寺 那覇市               | ア   | 27.0×4.5     | 那覇市 浦添市   |
| 妖怪消滅急々如律令など                   | 道心寺 豊見城村             | ア   | 23.6×3.3     | 糸満市など      |
| 家門清寧福寿無量 諸罪消滅無諸障碍        | 普照寺など 東平風町         | カ   | 24.0×4.5など | 東平風町        |
| （四隅用のみ）                           | 常幸寺 浦添市               | オ   | 24.5×4.8     | 浦添市 西原町   |
| 神力演大光普照無際土など                 | 浄土真宗宮古布教所 宮古島市 | ア   | 27.0×4.0     | 宮古島市        |
| 利剣即阿弥陀名号一唱正念魔皆除去守など   | 八重山本願寺 石垣市         | ウ   | 26.0×3.8     | 石垣市 竹富町   |